# Danza de Indios de Mesillas
La Danza de Indios de Mesillas, originaria del municipio de Tepezalá, Aguascalientes, es un baile representativo de los Indios Guachichiles, quienes vencieron a los españoles y al finalizar triunfantes la batalla, hicieron un pacto caníbal con el líder invasor.
Este evento se realiza cada 19 de marzo en la comunidad de Mesillas, sin embargo, hay una segunda ocasión en que se presentan, y esta es el 19 de julio en la cabecera municipal.

## Historia
Tepezalá, que significa “Lugar entre los cerros” en náhuatl, es un municipio del estado de Aguascalientes, México, fundado en 1546. Es un lugar con mucha historia, tradiciones y cultura, y una de las más representativas es el baile de los indios de Mesillas, el cual narra un evento histórico conflictivo entre españoles e indios.
La Danza de Indios fue creada para plasmar uno de los sucesos de la lucha entre chichimecas y españoles, particularmente el del pueblo de los Guachichiles, y expresa cómo al término de la guerra, tras matar a uno de los enemigos, los chichimecas bailaban alrededor de  él para llevar a cabo un ritual de sacrificio y triunfo. En el baile, los personajes se dividen entre soldados españoles e Indios Guachichiles, los cuales se caracterizan de la siguiente forma:

## Descripción
Indios Guachichiles: Camisa, corpiño y nahuillas (falda de origen prehispánico utilizada para danzar) de tela tipo satín en color rojo, llevan chimales (escudos) en la cabeza y usan medias rojas, huaraches de modelo zacatecano, penacho circular, machete y un camisón. Se adornan con cintas de lentejuelas, chaquira, conchas de caracol, espejos y corcholatas que doblan para asemejarse a las conchas antes mencionadas. 
Soldados españoles: Uniforme militar (no oficial), tambores, estandarte y carabinas con pólvora sin municiones.
El Gran Señor (superior de los indios): Espejos, camisa y falda bancas, y penacho de aluminio con espejos y tiras de chaquiras y capa azul cielo con la Virgen del Socorro plasmada.
La Meca (esposa del Gran Señor): Vestido blanco.

## Costumbres
La fiesta inicia temprano, cuando el grupo de Guachichiles baila ante la Virgen del Socorro fuera de su capilla. A media mañana el grupo de indios van por el "Gran Señor" y "La Meca", quienes tienen poder entre los danzantes. Al terminar el primer episodio comen de la comida que les ofrece una familia elegida para cumplir ese deber durante años. En la tarde, se lleva a cabo la escena principal de la danza, en la cual, al tercer disparo de un recluta español, los indios corren hacia un cerro cercano donde se organizan para enfrentar al conjunto de soldados españoles, a cargo de otra banda de la comunidad Guachichil armada con palos y carabinas.
Tras múltiples intentos fallidos para lograr la paz, comienza el enfrentamiento, caracterizado por distinguidos gritos y sonidos de los indios al arremeter, provocando gran confusión y temor de los españoles, que corren hacia el pueblo. Después se lleva a cabo la simulación de un enfrentamiento entre ambos bandos en las calles, con la esperanza de que los Indios Guachichiles se apropien del estandarte que custodia uno de lo cuarteleros españoles. Al final del encuentro y a unos 150 metros de la capilla, se abre la valla y los indios se apoderan de la enseña que representa triunfo. 
El soldado que poseía el estandarte es llevado ante el Gran Señor, a quien suplica perdón, y después de varios ruegos los indios (simuladamente) terminan quitándole la vida, y destazándolo para comerse su carne. Sin embargo, este no es el final de la tradición, pues posteriormente continúan bailando, gritando y celebrando como pueblo, además de que realizan cantos religiosos y oraciones hacia la Virgen del Socorro pidiéndole seguir con vida para que el siguiente año les sea posible volver a participar en este rito sagrado. 

## Reconocimientos
Esta practica social es considerada patrimonio intangible del municipio de Tepezalá, Aguascalientes.